# Klaus-P. Weigand
Klaus-Peter Weigand (* 1959 in Hanau) ist ein deutscher Autor von Kindergeschichten.

## Leben
Nach dem Studium der Germanistik, Philosophie und Theaterwissenschaft an der Universität München begann er 1990 seine Tätigkeit als freier Autor für das Kinderprogramm von Tele 5. Er entwickelte die Fernsehfiguren „Bino“ und „Vampy“ für die Kinderprogramm-Sendung Bim Bam Bino mit, und schreibt heute Bücher, Hörspiele und Drehbücher für Kinder.
Schwerpunkt seiner Arbeiten sind dabei seit 1995 Hörspiele und Drehbücher für Benjamin Blümchen, Bibi Blocksberg und Bibi und Tina. Zunächst an der Seite von Ulli Herzog, der 2003 starb,
schrieb Weigand bisher etwa 80 Hörspiele und Drehbücher für diese Serien. Weigand lebt in München sowie zeitweilig in Portugal.

## Werke (Auswahl)
- Mimi hält den Ball : eine Geschichte, mit Bildern von Eva Spanjardt, Verleger Carlsen, 2010, ISBN 978-3-551-05792-1
- Tim ist ein Pirat : eine Geschichte, mit Bildern von Vitali Konstantinov, Verleger Carlsen,  2009, ISBN 978-3-551-05787-7
- 31.Bibi Blocksberg Maritas Geheimnis, 2009, ISBN 978-3-505-12567-6
- Inspektor X und das schwarze Phantom : für Detektive ab 7 Jahre ; lustige Suchbilder, Rätsel, Denkaufgaben für Kinder mit Dissmann, Axel, Verleger Hamburg : Xenos, 2003, ISBN 3-8212-2155-0